# Антарут
Антару́т (вірм. Անտառուտ — «антар» дослівно перекладається як «ліс») — село в марзі Арагацотн, на заході Вірменії. Село отримало назву завдяки сусідству з гарним дубовим лісом, що простягнувся на кілька кілометрів по схилу масиву. Село розташоване за 2 км на північ від Бюракана, за 1 км на північний схід від села Оргов і за 1 км на північний захід від Бюраканської астрофізичної обсерваторії.
| Рік  | Чисельність | Чисельність |
| ---- | ----------- | ----------- |
| 1873 | 92          | [ 1 ]       |
| 1886 | 139         | [ 1 ]       |
| 1914 | 269         | [ 1 ]       |

| Рік  | Чисельність | Чисельність |
| ---- | ----------- | ----------- |
| 1939 | 216         | [ 1 ]       |
| 1959 | 265         | [ 1 ]       |
| 1970 | 186         | [ 1 ]       |

| Рік  | Чисельність | Чисельність |
| ---- | ----------- | ----------- |
| 1979 | 228         | [ 1 ]       |
| 1989 | 259         | [ 2 ]       |
| 2001 | 225         | [ 1 ]       |

| Рік  | Чисельність | Чисельність |
| ---- | ----------- | ----------- |
| 2004 | 326         | [ 1 ]       |
| 2011 | 357         | [ 3 ]       |

| Рік  | Чисельність | Чисельність |
| ---- | ----------- | ----------- |
| 1873 | 92          | [ 1 ]       |
| 1886 | 139         | [ 1 ]       |
| 1914 | 269         | [ 1 ]       |

| Рік  | Чисельність | Чисельність |
| ---- | ----------- | ----------- |
| 1939 | 216         | [ 1 ]       |
| 1959 | 265         | [ 1 ]       |
| 1970 | 186         | [ 1 ]       |

| Рік  | Чисельність | Чисельність |
| ---- | ----------- | ----------- |
| 1979 | 228         | [ 1 ]       |
| 1989 | 259         | [ 2 ]       |
| 2001 | 225         | [ 1 ]       |

| Рік  | Чисельність | Чисельність |
| ---- | ----------- | ----------- |
| 2004 | 326         | [ 1 ]       |
| 2011 | 357         | [ 3 ]       |